# Thông Vị
Thông Vị (chữ Hán phồn thể:通渭縣, chữ Hán giản thể: 通渭县, bính âm: Tōngwèi Xiàn, âm Hán Việt: Thông Vị huyện) là một huyện thuộc địa cấp thị Định Tây, tỉnh Cam Túc, Cộng hòa Nhân dân Trung Hoa. Huyện Thông Vị có diện tích 2905 km², dân số năm 2004 là 450.000 người. Mã số bưu chính của huyện Thông Vị là 743300. Chính quyền huyện đóng tại trấn Bình Tương. Về mặt hành chính, huyện này được chia ra các đơn vị hành chính gồm 2 trấn, 21 hương.
- Trấn: Bình Tương và Mã Dinh.
- Hương: Lũng Dương, Lũng Sơn, Lũng Xuyên, Tân Cảnh, Kê Xuyên, Bích Ngọc, Từ Xuyên, Tương Nam, Lý Điếm, Thường Hà, Văn Thụ, Thanh Bảo, Bảng La, Thập Xuyên, Hắc Yên, Tam Phố, Cẩm Bình, Hoa Lĩnh, Nghĩa Cương, Tự Tử và Bắc Thành.